# Csorga
Csorga (románul: Cioarga) falu Maros megyében, Erdélyben. Közigazgatásilag Marosludashoz tartozik.

## Fekvése
A Maros jobb partján fekszik, Marosludastól 2 km-re északnyugatra.